# Выдра (Львовская область)
Выдра (укр. Видра) — село в Бродовской городской общине Золочевского района Львовской области Украины.
Население, по переписи 2001 года, составляло 8 человек. Занимает площадь 0,08 км². Почтовый индекс — 80674. Телефонный код — 3266.